# Semnornis frantzii
Il barbuto di Frantzius (Semnornis frantzii (P.L.Sclater, 1864)) è un uccello  della famiglia Semnornithidae.
Il suo nome è un omaggio al naturalista tedesco Alexander von Frantzius (1821 – 1877).